# العلاقات اللاوسية الليبيرية
العلاقات اللاوسية الليبيرية هي العلاقات الثنائية التي تجمع بين لاوس وليبيريا.

## مقارنة بين البلدين
هذه مقارنة عامة ومرجعية للدولتين:
| وجه المقارنة                                              | لاوس        | ليبيريا      |
| --------------------------------------------------------- | ----------- | ------------ |
| المساحة (كم2)                                             | 236.80 ألف  | 111.37 ألف   |
| عدد السكان (نسمة)                                         | 6.86 مليون  | 4.73 مليون   |
| الكثافة السكانية (ن./كم²)                                 | 28.97       | 42.47        |
| العاصمة                                                   | فيينتيان    | مونروفيا     |
| اللغة الرسمية                                             | اللغة اللاو | لغة إنجليزية |
| العملة                                                    | كيب لاوي    | دولار ليبيري |
| الناتج المحلي الإجمالي (بليون دولار)                      | 16.85 مليار | 2.16 مليار   |
| الناتج المحلي الإجمالي (تعادل القوة الشرائية) بليون دولار | 38.71 مليار | 3.76 مليار   |
| الناتج المحلي الإجمالي الاسمي للفرد دولار أمريكي          | 1.82 ألف    | 455          |
| الناتج المحلي الإجمالي للفرد دولار أمريكي                 |             | 842          |
| مؤشر التنمية البشرية                                      | 0.575       | 0.430        |
| رمز المكالمات الدولي                                      | +856        | +231         |
| رمز الإنترنت                                              | .la         | .lr          |
| المنطقة الزمنية                                           | ت ع م+07:00 | 00           |

## منظمات دولية مشتركة
يشترك البلدان في عضوية مجموعة من المنظمات الدولية، منها:
| علم المنظمة | اسم المنظمة                        | تاريخ انضمام لاوس | تاريخ انضمام ليبيريا |
| ----------- | ---------------------------------- | ----------------- | -------------------- |
|             | مؤسسة التنمية الدولية              | 28 أكتوبر 1963    | 28 مارس 1962         |
|             | مؤسسة التمويل الدولية              | 29 يناير 1992     | 28 مارس 1962         |
|             | منظمة حظر الأسلحة الكيميائية       | ?                 | ?                    |
|             | الأمم المتحدة                      | 14 ديسمبر 1955    | 2 نوفمبر 1945        |
|             | منظمة الشرطة الجنائية الدولية      | ?                 | ?                    |
|             | البنك الدولي للإنشاء والتعمير      | 5 يوليو 1961      | 28 مارس 1962         |
|             | وكالة ضمان الاستثمار متعدد الأطراف | 5 أبريل 2000      | 12 أبريل 2007        |
|             | يونسكو                             | 9 يوليو 1951      | 6 مارس 1947          |

## وصلات خارجية
- موقع وزارة الخارجية الليبيرية